# 광주시립교향악단
광주 시립 교향악단(光州市立交響樂團, Gwangju Symphony Orchestra)은 광주광역시의 대표적인 관현악단이다. 
1969년 조선대 교수 장신덕이 30여명의 광주 음악인들을 모아 "광주시민교향악단"을 결성했는데 이후 1976년 7월에 광주시가 시민교향악단을 모태로 하여 시립교향악단을 출범시켰다. 초대 상임지휘자는 시민교향악단을 이끌던 장신덕이 맡았고 첫 공연은 1976년 7월 22일 장신덕의 지휘로 열렸다. 이후 장신덕은 이듬해인 77년까지 1년 4개월 정도 재임했다.
시립교향악단으로 출범하긴 했으나 광주시향은 여러면에서 환경이 열악했는데, 78년 취임해 87년까지 재임한 제 2대 상임지휘자 이용일을 통해서 오케스트라로서의 면모를 갖추게 되었다. 당시 광주시향은 오케스트라 악보를 등사기로 프린트한 것을 쓸 정도로 열악했는데 이용일은 이를 본 후 등사 프린트 악보들을 모두 폐기하게 하고 서울시향에서 연주용 악보를 가져왔으며 상근 단원의 선발 및 국내의 유능한 교수진을 초빙해 동계 캠프를 여는 등 단원들의 실력 향상에 힘썼다.
이후 88년 독일 출신의 전남대 명예교수 하니 헨닝이 1년여간 제 3대 상임지휘자로 활동하면서 바로크 음악제를 개최해 광주시향의 현악 파트 기초를 다지고 교향악축제 참여와 대전,대구,전주 순회연주를 개최했다.
제 4대 상임지휘자 금노상은 광주시향을 수준급 오케스트라로 끌어올렸다는 평가를 받으며 5년간 재임했으며 이후 우크라이나 출신 디아디오우라가 2년간 재임했다. 후임으로는 국악과 양악을 넘나드는 독특한 지휘자로 유명한 임평용이 2년간 재임했으며 이후에는 비올라 독주자 출신의 김용운이 재임했다.
1년 간의 공백 기간 이후 4대 지휘자였던 금노상이 다시 부임해 2년간 지휘했다. 다시 1년 간의 공백기 이후 2009년 독일에서 경력을 쌓은 지휘자 구자범이 상임지휘자로 부임했는데 2010년 5.18 광주민주화운동 30주년 기념음악회로 구스타프 말러의 교향곡 2번 부활을 우리말 가사로 부르는 연주회를 열어 화제가 되었다.
2011년에는 독일 출신의 크리스티안 루드비히가 상임지휘자로 부임해 2013년까지 재임했으며 2014년에 후임으로 이현세가 부임해 2년간 재임했다. 2016년 11월 재일교포 출신 지휘자 김홍재가 부임해 2019년까지 이끌었다. 이후 약 1년간의 공백기를 가지게 되었고 2021년 4월 홍석원이 상임지휘자로 부임하여 3년 2개월간 광주시향을 이끌었다.
현재 상임지휘자는 2025년 1월 23일부터 제 14대 상임지휘자로 위촉된 이병욱이다.